# منطقه‌بندی استان‌های ایران
|       |              | |  |  |  |  |  |
| منطقه | محل دبیرخانه | استان‌ها                                                                                               |  |  |  |  |  |
| ۱     | تهران        | استان تهران استان قزوین استان مازندران استان سمنان استان گلستان استان البرز استان قم                  |  |  |  |  |  |
| ۲     | فارس         | استان اصفهان استان فارس استان بوشهر استان چهارمحال و بختیاری استان هرمزگان استان کهگیلویه و بویراحمد  |  |  |  |  |  |
| ۳     | تبریز        | استان آذربایجان شرقی استان کردستان استان آذربایجان غربی استان زنجان استان گیلان استان اردبیل          |  |  |  |  |  |
| ۴     | کرمانشاه     | استان لرستان استان ایلام استان کرمانشاه استان همدان استان مرکزی استان خوزستان                         |  |  |  |  |  |
| ۵     | مشهد         | استان خراسان رضوی استان خراسان جنوبی استان خراسان شمالی استان کرمان استان یزد استان سیستان و بلوچستان |  |  |  |  |  |

استان‌های ایران در سال ۱۳۹۳ در طبقه‌بندی جدید توسط وزارت کشور جمهوری اسلامی ایران در قالب ۵ منطقه بر حسب عوامل همجواری، محل جغرافیایی و اشتراکات قرار گرفتند. هر منطقه یک دبیرخانه دائمی دارد که شهرهای تهران، شیراز ، تبریز، کرمانشاه و مشهد به ترتیب محل دبیرخانه مناطق ۱ تا ۵ هستند. این طبقه‌بندی، یک طبقه‌بندی داخلی مربوط به وزارت کشور است و نباید با تقسیمات کشوری در ایران که مصوب مجلس شورای اسلامی هستند اشتباه گرفته شود.

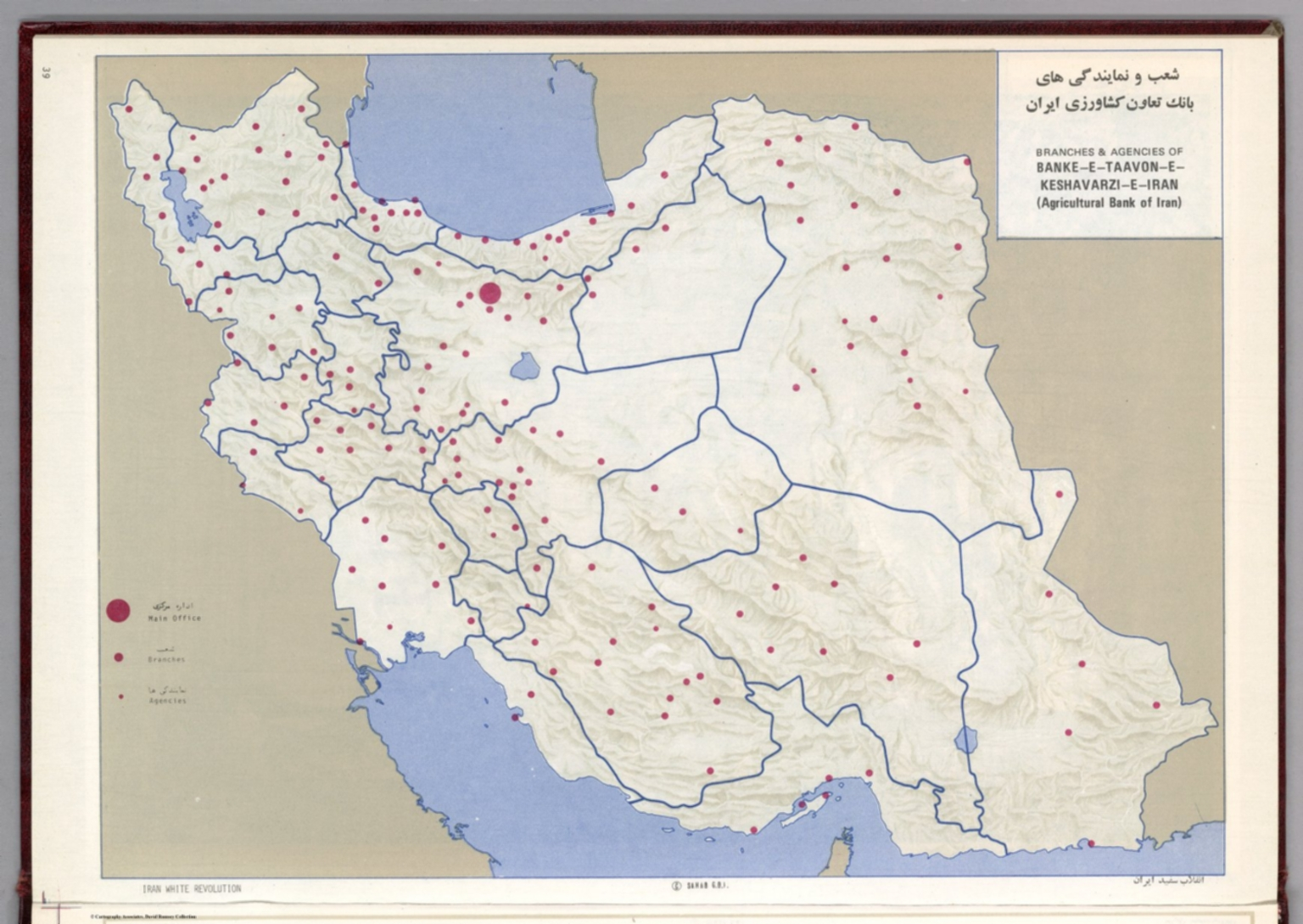
۲۴ استان ایران در نقشه سال ۱۳۵۱ خورشیدی

یکی از اهداف اصلی این تقسیم‌بندی، این است که دولت به جای توسعه استان‌ها، منطقه‌ها را توسعه دهد. استان‌های یک منطقه، هر ۲ ماه یک بار و به صورت چرخشی در استان‌های منطقه با هم جلسه‌ای برای حل مسائل و مشکلات منطقه دارند.
| ردیف | منطقه    | جمعیت سال ۱۳۹۵ | جمعیت سال ۱۳۹۰ | درصد تغییر |
| ---- | -------- | -------------- | -------------- | ---------- |
| ۱    | تهران    | ۲۴٬۴۰۰٬۶۴۲     | ۲۲٬۴۳۱٬۳۱۶     | +۸٫۷۸٪     |
| ۲    | فارس     | ۱۴٬۵۷۲٬۷۵۴     | ۱۳٬۶۴۰٬۱۲۷     | +۶٫۸۴٪     |
| ۳    | تبریز    | ۱۳٬۶۳۶٬۴۵۹     | ۱۳٬۰۴۳٬۹۳۷     | +۴٫۵۴٪     |
| ۴    | کرمانشاه | ۱۲٬۱۹۱٬۴۹۳     | ۱۱٬۹۴۰٬۹۶۲     | +۲٫۱۰٪     |
| ۵    | مشهد     | ۱۵٬۱۴۴٬۷۵۶     | ۱۴٬۰۷۲٬۴۰۶     | +۷٫۶۲٪     |